# Santa Maria do Pará
Santa Maria do Pará é um município brasileiro do estado do Pará.

## História
A primeira tentativa de constituir o município de Santa Maria do Pará data de 1955, através da Lei nº 1.127, de 11 de março, a qual foi considerada inconstitucional neste mesmo ano, pelo Supremo Tribunal Federal, no mesmo ano. A Lei nº 2.460, de 29 de dezembro de 1961, criou o município de Santa Maria do Pará, com território desmembrado do município de Igarapé-Açu. O historiador Carlos Rocque, entretanto, afirma que o município de Santa Maria do Pará foi integrado com terras dos municípios de Nova Timboteua, São Miguel do Guamá e Igarapé-Açu. Contudo, não existem nos atos que afetam a circunscrição legal dos municípios de Nova Timboteua e São Miguel do Guamá, quaisquer referências sobre o desmembramentos de seus territórios para compor Santa Maria do Pará, nem sequer há indícios sobre a evolução do principal núcleo populacional que lhe deu origem. Sabe-se, todavia, que a criação do município de Santa Maria do Pará, assim como a dos demais Municípios da Zona do Salgado, deu-se em decorrência da Estrada de Ferro de Bragança, atualmente extinta. Quando Augusto Montenegro assumiu o governo do Estado, por volta de 1897, uma das metas de sua administração era a conclusão da Estrada de Ferro de Bragança e a colonização da Região Bragantina, que se aproveitaria da Ferrovia para escoar seus produtos para Belém. Com isso, migrantes de outras partes do Estado e do Brasil estabeleceram-se na região, onde assumiram o papel de colonos exploradores. Ao longo do tempo, edificaram alguns povoados, os quais chegaram a alcançar um progresso significativo. Atualmente, o Município é formado pelo distrito-sede de Santa Maria do Pará e Distrito de Taciateua.

## Geografia
Localiza-se a uma latitude 01º21'01" sul e a uma longitude 47º34'33" oeste, estando a uma altitude de 51 metros. Sua população estimada para 2021 era de 25.127 habitantes, distribuídos em 457.724 km².

## Transportes
A cidade de Santa Maria do Pará é o principal entroncamento rodoviário do estado do Pará, sendo o ponto de encontro entre a Rodovia Belém-Brasília (BR-010) e a BR-316/BR-308. Por este motivo, a cidade é popularmente apelidada de Cidade Trevo. Santa Maria do Pará é um município que se formou a partir de desmembramento de  Igarapé-Açu. Atualmente o município possuí um distrito, Taciateua às margens da BR-316.
Em Santa Maria do Pará ocorre também a maior festa da região, que atrai pessoas de vários lugares e municípios vizinhos: a tradicional Festa do André que acontece no mês de setembro na Vila São Raimundo.